# Akeno Watanabe
Akeno Watanabe (Chiba, 18 novembre 1982) è una doppiatrice giapponese.

## Doppiaggio

### Anime
- Amaenaideyo!! (Haruka Amanogawa)
- Asatte no hōkō. (Tōko Amino)
- Bakuretsu Tenshi (Jo)
- Claymore (Tabitha, Veronica)
- Code Geass: Lelouch of the Rebellion (Suzaku Kururugi bambino)
- Code Geass: Lelouch of the Rebellion (Villetta Nu)
- Death Note (Halle Lidner/Halle Bullook)
- Eiken (Densuke Mifune)
- Free! (Go Matsuoka)
- I My Me! Strawberry Eggs (Fūko Kuzuha)
- Ikki Tōsen (Ryofu Housen)
- Godannar (Konami Sasagure)
- Grendizer U (Lady Gandal)
- Hellsing (Jessica)
- Kaleido Star (Anna Heart)
- Keroro (Taruru)
- My Hero Acaedemia (Midnight/Nemuri Kayama)
- Nabari (Saraba)
- Nagasarete Airantō (Mikoto)
- Naruto (Tayuya)
- Negima (Chachamaru Karakuri)
- NEW PANTY & SHOCKING with GARTERBELT (Kneesocks)
- Onmyō Taisenki (Ikazuchi no Fusanoshin, Gasshin, Yayoi, Toraji)
- Overlord (Hamsuke)
- Pandora Hearts (Reo)
- Rockman EXE Stream (Slur.EXE)
- Shaman King (serie animata 2021) (Amidamaru da giovane)
- Soul Eater (Liz)
- Shakugan no Shana (Tiamat)
- Stratos 4: Advance (Mirei Tachibana)
- Tantei gakuen Q (Kagami Rei)
- The Wrong Way to Use Healing Magic (Blurin)[1]
- To Love-Ru (Rito Yuuki)
- Tropical-Rouge! Pretty Cure (Numeri, Akiho Kirishima)
- Utawarerumono (Dori & Gura)
- Waccha PriMagi! (Phoenix)
- Witch Hunter Robin (Robin Sena)
- Witchblade (Asagi)
- Zegapain (Kei Tomigai, Jen May-Yen)

### Videogiochi
- A.O.T.: Wings of Freedom (Hitch Dreyse)
- A.O.T. 2 (Hitch Dreyse)
- Ar tonelico II: Melody of Metafalica (Lakra)
- Assassin's Creed II (Rebecca Crane)
- Assassin's Creed: Brotherhood (Rebecca Crane)
- Assassin's Creed: Revelations (Rebecca Crane)
- Assassin's Creed III (Rebecca Crane)
- Azur Lane (IJN Hyuuga)
- Concord (Vale)
- Dragon Quest Rivals (Luchenda)
- Dragon Quest X: Rise of the Five Tribes Offline (Luchenda)
- Final Fantasy X-2 (Shinra)
- Final Fantasy Fables: Chocobo's Dungeon (Croma Magnolie)
- Fire Emblem Heroes (Xane, Miranda)
- Granblue Fantasy (Lejos, Selka)
- JoJo's Bizarre Adventure: Eyes of Heaven (Miuccia Muller)
- Lollipop Chainsaw (Mariska)
- Marvel's Spider-Man: Miles Morales (Danika Hart)
- Melty Blood Actress Again (Riesbyfe Stridberg)
- Muramasa Rebirth (Ponkichi, Kunoichi)
- My Hero Academia: Battle for All (Midnight/Nemuri Kayama)
- My Hero One's Justice 2 (Midnight/Nemuri Kayama)
- Naruto: Ultimate Ninja 2 (Tayuya)
- Naruto: Gekitou Ninja Taisen! 4 (Tayuya)
- Naruto: Ultimate Ninja 3 (Tayuya)
- Naruto Shippuden: Ultimate Ninja 4 (Tayuya)
- Naruto: The Broken Bond (Tayuya)
- Naruto: Ultimate Ninja Storm (Tayuya)
- Naruto Shippuden: Ultimate Ninja Storm Generations (Tayuya)
- Naruto Shippuden: Ultimate Ninja Storm Revolution (Tayuya)
- Naruto Shippuden: Ultimate Ninja Storm 4 (Tayuya)
- Naruto x Boruto Ultimate Ninja Storm Connections (Tayuya)
- Pokémon Masters EX (Chase)
- Rodea the Sky Soldier (R3-Kelvis)
- Senran Kagura: Estival Versus (Ryofu Housen)
- Senran Kagura: Peach Beach Splash (Ryofu Housen)
- Shinobi Master Senran Kagura: New Link (Ryofu Housen)
- Shin Megami Tensei: Devil Survivor Overclocked (Shoji)
- Soul Eater: Battle Resonance (Liz)
- Street Fighter IV (Rose)
- Street Fighter V (Rose)
- Super Robot Wars Alpha 2 (Ibis Douglas)
- Super Robot Wars Alpha 3 (Ibis Douglas)
- Super Robot Wars OG: Original Generations (Iblis Douglas)
- Super Robot Wars Z2: Destruction Chapter (Villetta Nu)
- Super Robot Wars 30 (Ange Kuroki)
- Tales of Rebirth (Mao)
- Tales of the Rays (Mao)
- Tales of Crestoria (Mao)
- The Last of Us Parte II (Nora)
- Trauma Center: Second Opinion (Mila Kimishima)
- Trauma Team (Naomi Kimishima)
- Utawarerumono (Dori & Gura, Hauenkua)
- Utawarerumono: Mask of Deception (Dori & Gura)
- Utawarerumono: Prelude to the Fallen (Dori & Gura, Hauenkua)
- Visions of Mana (Zable Fahr, Benevodon dell'Oscurità)
- Xenoblade Chronicles (Sharla)
- Xenoblade Chronicles X (Ga Bow)
- Xenoblade Chronicles 3 (Monica, Panacea)

### Ruoli di doppiaggio
- Sonic 3 - Il film (direttrice Rockwell (Kristen Ritter)